# Architettura blob

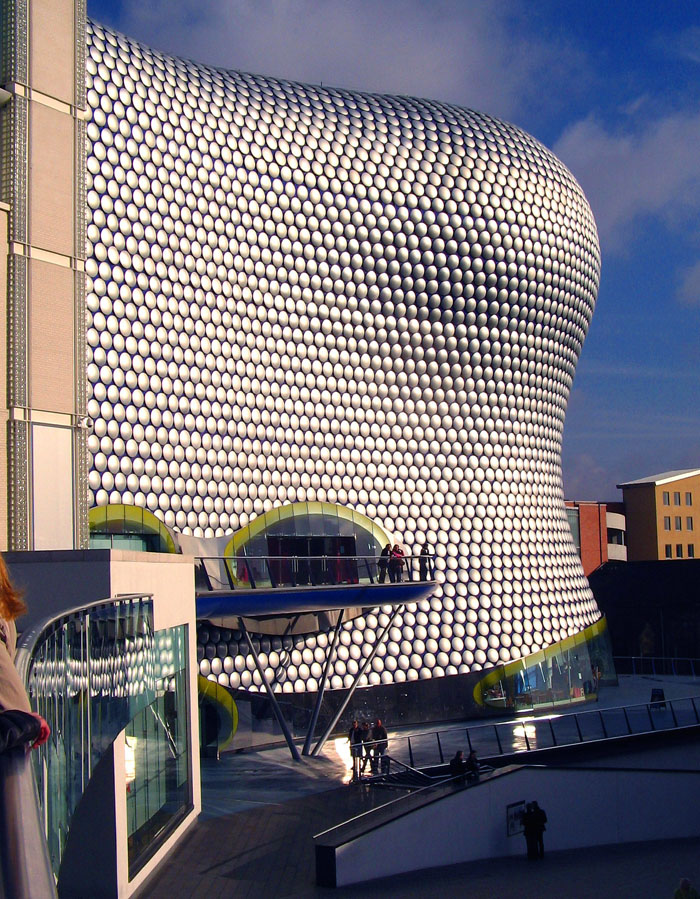
Disegnato da Future Systems nel 2003 per i grandi magazzini Selfridges, con l'intenzione di evocare la sillouette di una donna e un famoso vestito a "maglia metallica" disegnato da Paco Rabanne negli anni sessanta. Le sue qualità d'emergenza territoriale hanno come obbiettivo il ringiovanimento del centro cittadino di Birmingham.

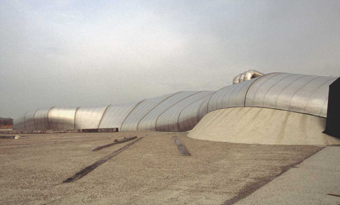
Padiglione dell'acqua disegnato da NOX/Lars Spuybroek, Paesi Bassi, 1997.

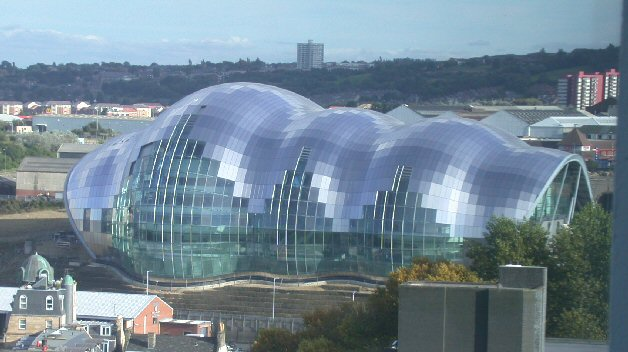
Il Sage Gateshead di Norman Foster, Regno Unito, 2004.

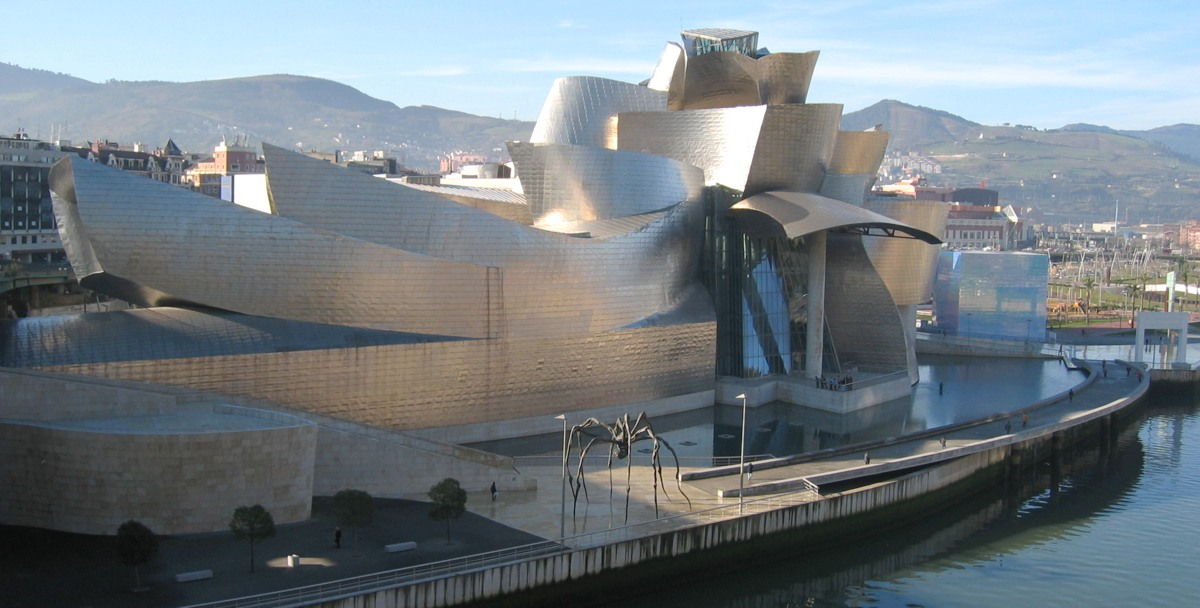
Il Guggenheim Museum di Bilbao, di Frank Gehry, Spagna, 1997.

L'Architettura blob, blob architettura, blobitettura, blobbismo, sono termini per rappresentare un movimento architettonico contemporaneo in cui le costruzioni hanno una forma organica, amebiforme, rigonfiata. Il nome allude esplicitamente al film Fluido mortale (The Blob) del 1958. Benché il termine risalga a metà degli anni novanta, il termine Blobitecture comparve sulla stampa nel 2002, nella rubrica "On Language" di William Safire per il New York Times Magazine in un articolo intitolato Defenestrazione. L'intento dell'articolo era dare un significato degradante alla parola, ma la parola si è diffusa ed è spesso usata per descrivere costruzioni con curve e lineamenti flessuosi.

## Origini del termine
Il termine 'architettura blob' è stato coniato dall'architetto Greg Lynn nel 1995 nei suoi esperimenti di disegno digitale con oggetti binari di grandi dimensioni o BLOBs. Ben presto un discreto numero di architetti e di designer d'arredo iniziarono a sperimentare con software BLOB per creare nuove e inusuali forme. Nonostante il suo organicismo, l'architettura blob sarebbe impensabile senza uno strumento del genere o altri programmi CAD similari. Gli architetti definiscono le forme manipolando gli algoritmi del modello computerizzato. Alcune funzioni CAD d'aiuto nello sviluppo di questo design sono NURBS, modellazione libera di superfici, e digitalizzazione di modelli scolpiti strettamente correlato con la tomografia computerizzata.

## Precedenti
Un precedente è Archigram, un gruppo di architetti inglesi che lavora dagli anni sessanta, del quale Peter Cook ha fatto parte. Interessati ad un'architettura gonfiabile così come in figure che potrebbero essere generate dalla plastica.
Ron Herron, anch'egli membro dell'Archigram, realizzò architetture di tipo "blob" nei suoi progetti degli anni sessanta, come Walking Cities ed Instant City, così come fece anche Michael Webb con Sin Centre. C'era un clima di architettura sperimentale con un'aria psichedelica negli anni settanta dei quali fecero parte l'irrealizzata Endless House di Frederick Kiesler altro caso di prime architetture di tipo blob, anche se è simmetrica in pianta disegnata prima dell'avvento del computer; il suo progetto per il Santuario del Libro (costruzione cominciata, 1965) dalla caratteristica forma a goccia che cade anch'esso anticipa forme che suscitano l'interesse degli architetti oggi.
Fuori dall'Archigram, ad essere assimilata alle forme della moderna architettura bloboidale anche la morfologia zoomorfa della Casa Saldarini dell'architetto Vittorio Giorgini, edificio del 1962.
Inoltre sono da prendere in considerazione, se si guarda l'architettura blob come richiesta di forma piuttosto che di tecnologia, i disegni organici di Antoni Gaudí a Barcellona e degli espressionisti come Bruno Taut e Hermann Finsterlin, la Xanadu House (1979) di Roy Mason.

## Esempi
Nonostante l'interpretazione stretta di architettura blob (cioè quella progettata con il supporto del calcolatore), la parola, in particolare nell'uso comune, viene ad essere associata con una serie di costruzioni curve o di forma strana compresi il Guggenheim Museum di Bilbao (1997) e l'Experience Music Project (2000) di Frank Gehry, oltre a queste, che in senso stretto non sono costruzioni di tipo blob, anche se sono state progettate con i più avanzati strumenti di progettazione assistita da elaboratore, in particolare il CAD CATIA. La ragione di ciò è che sono stati progettati attraverso dei modellini fisici piuttosto che mediante la manipolazione di algoritmi al computer. La prima vera costruzione blob può essere considerata quella realizzata nei Paesi Bassi da Lars Spuybroek (NOX) e da Kas Oosterhuis. Chiamata il padiglione dell'acqua (1993-1997), non solo ha un design completamente computerizzato per mezzo di CAD, ma anche un interno completamente interattivo in cui i suoni e le luci possono essere trasformati dai visitatori.
Un'altra costruzione che può essere considerata un esempio di architettura blob è la Kunsthaus di Graz, Austria, disegnata da Peter Cook e Colin Fournier ed inaugurata nel 2003. Altri esempi sono le rare escursioni sul tema di Herzog & de Meuron nella loro Allianz Arena (2005). Dal 2005, Norman Foster ha evoluto il suo stile verso l'architettura blob come si può vedere nel disegno della libreria filologica presso la libera università di Berlino o il Sage Gateshead.

## Galleria d'immagini

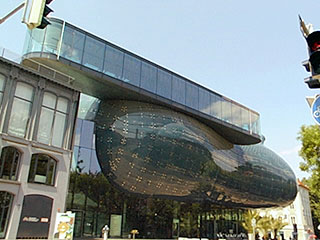
Kunsthaus a Graz di Peter Cook e Colin Fournier
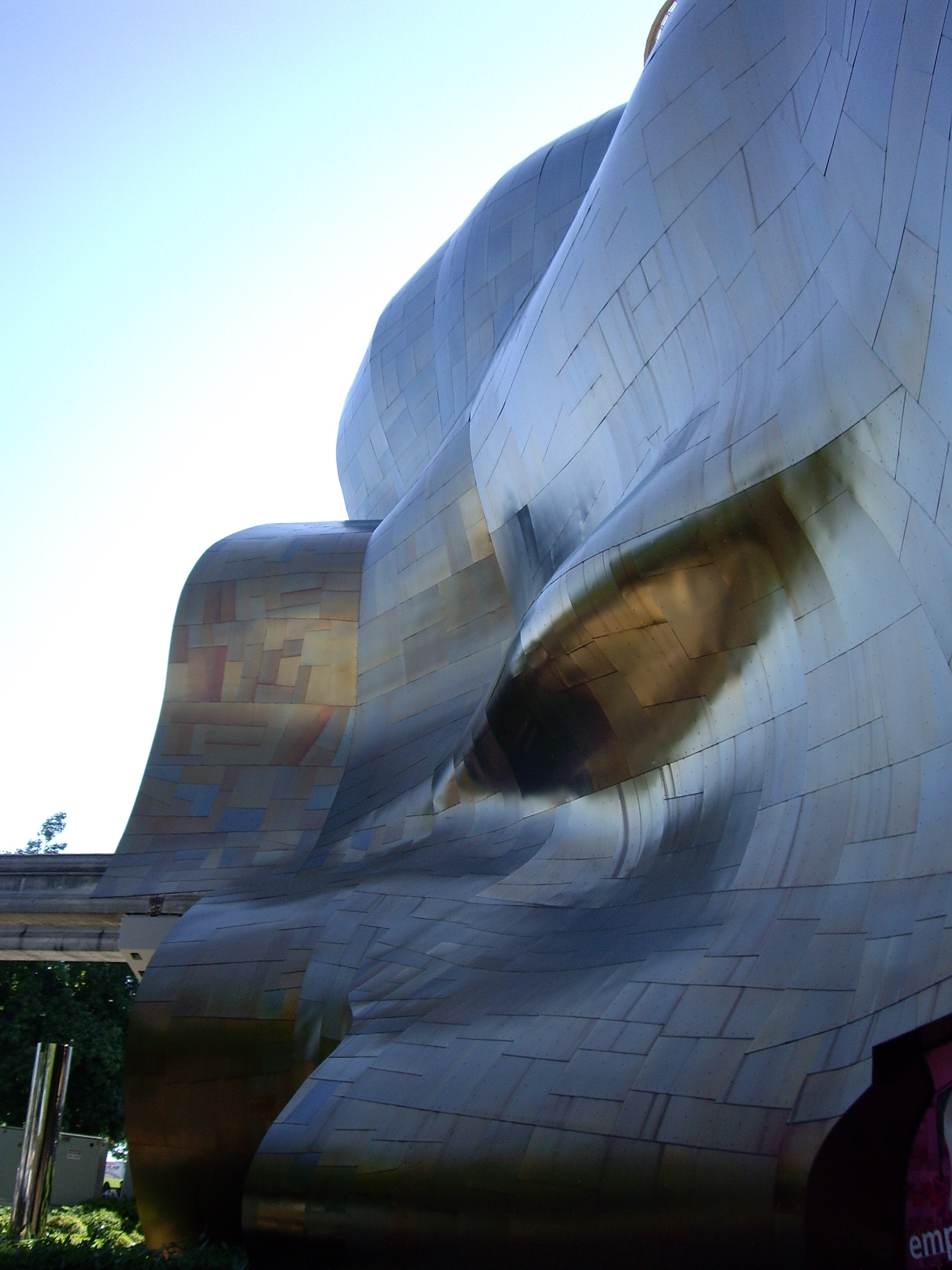
Facciata esterna del Experience Music Project
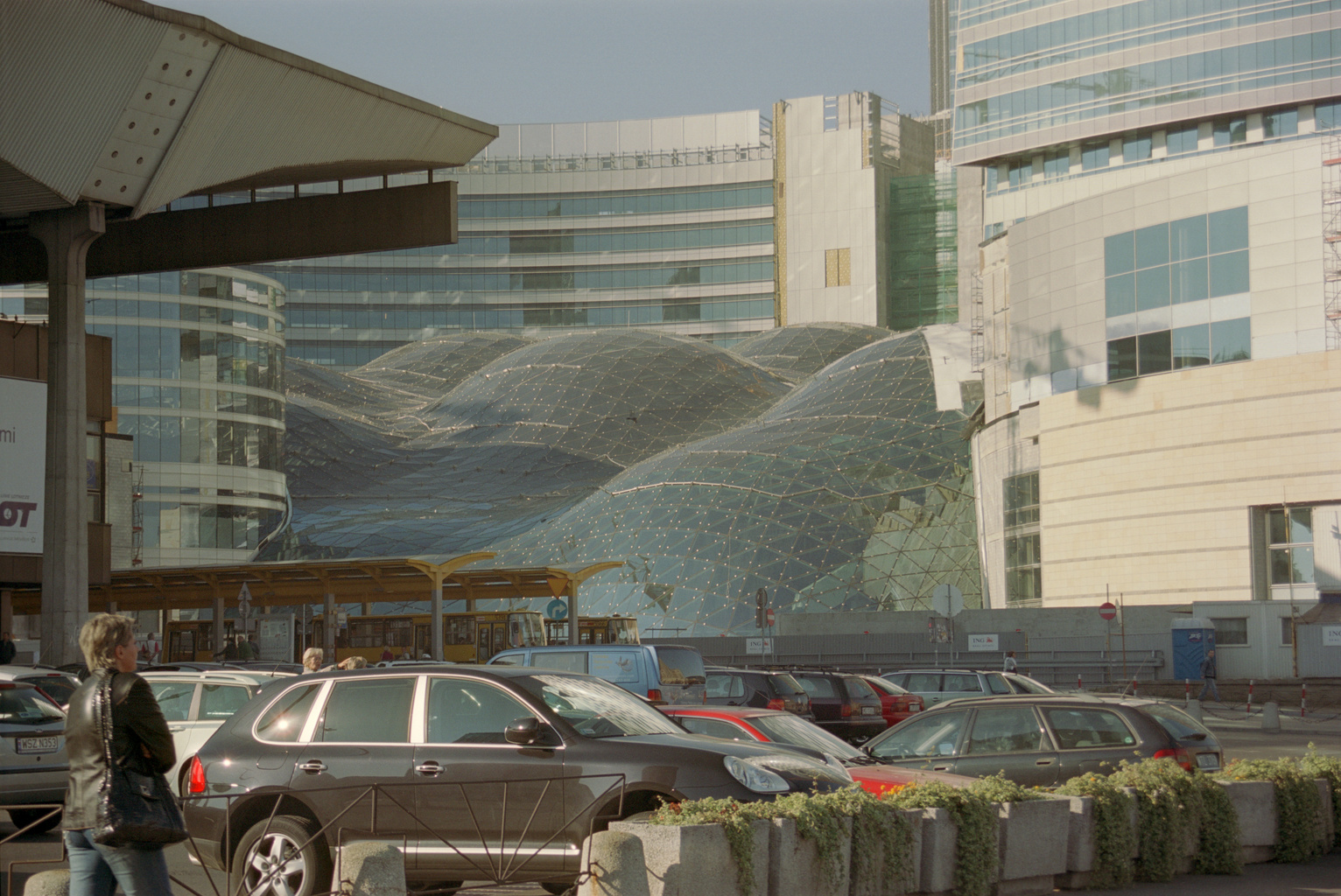
Golden Terraces a Varsavia
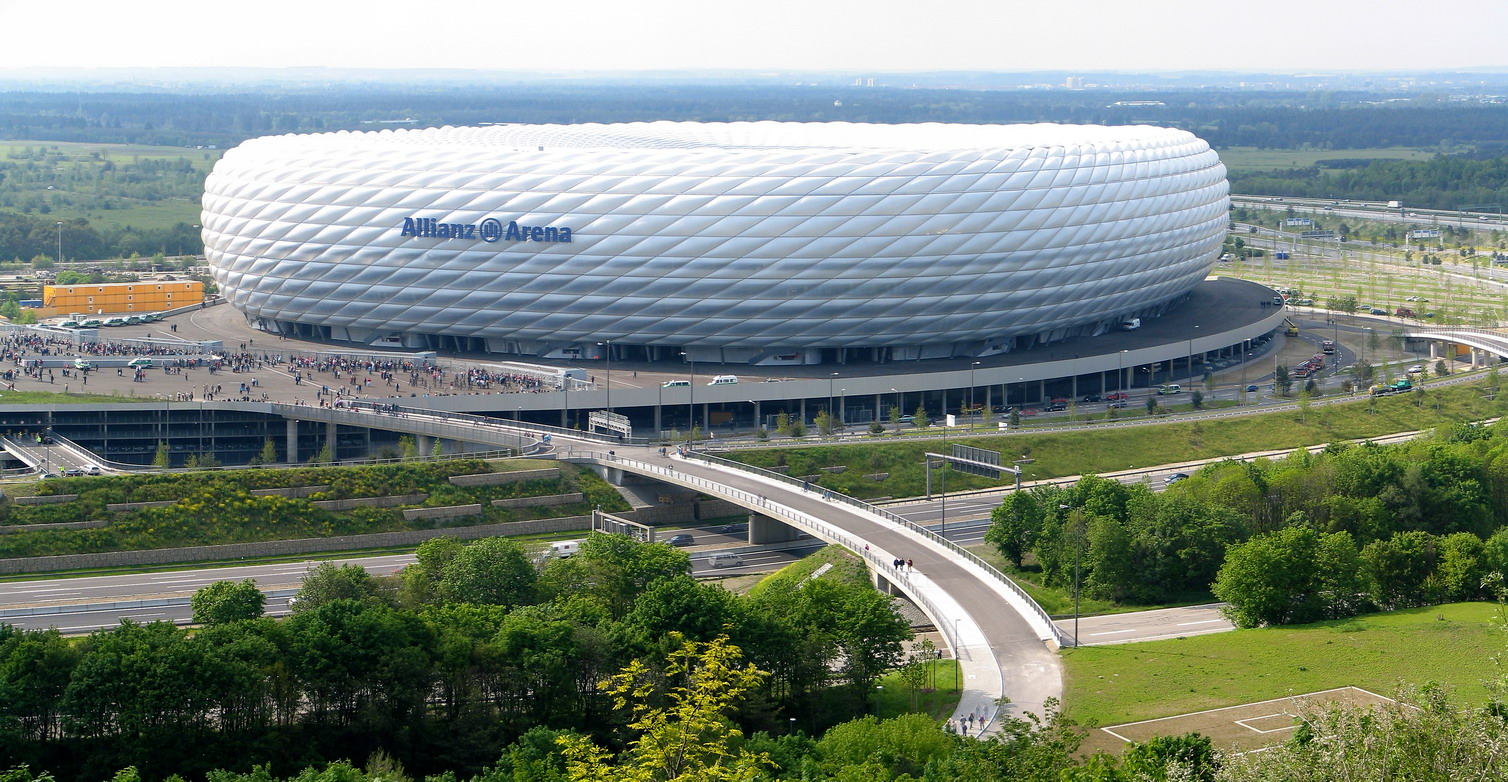
Allianz Arena a Monaco di Baviera
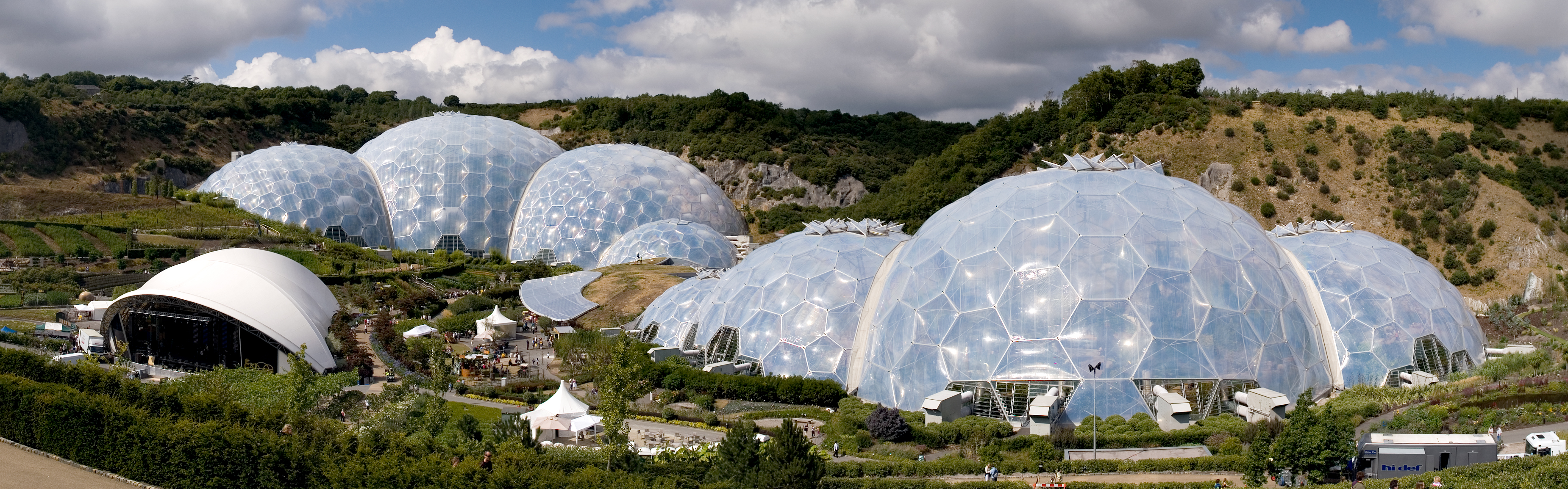
Vista Panoramica delle cupole geodetiche all'Eden Project
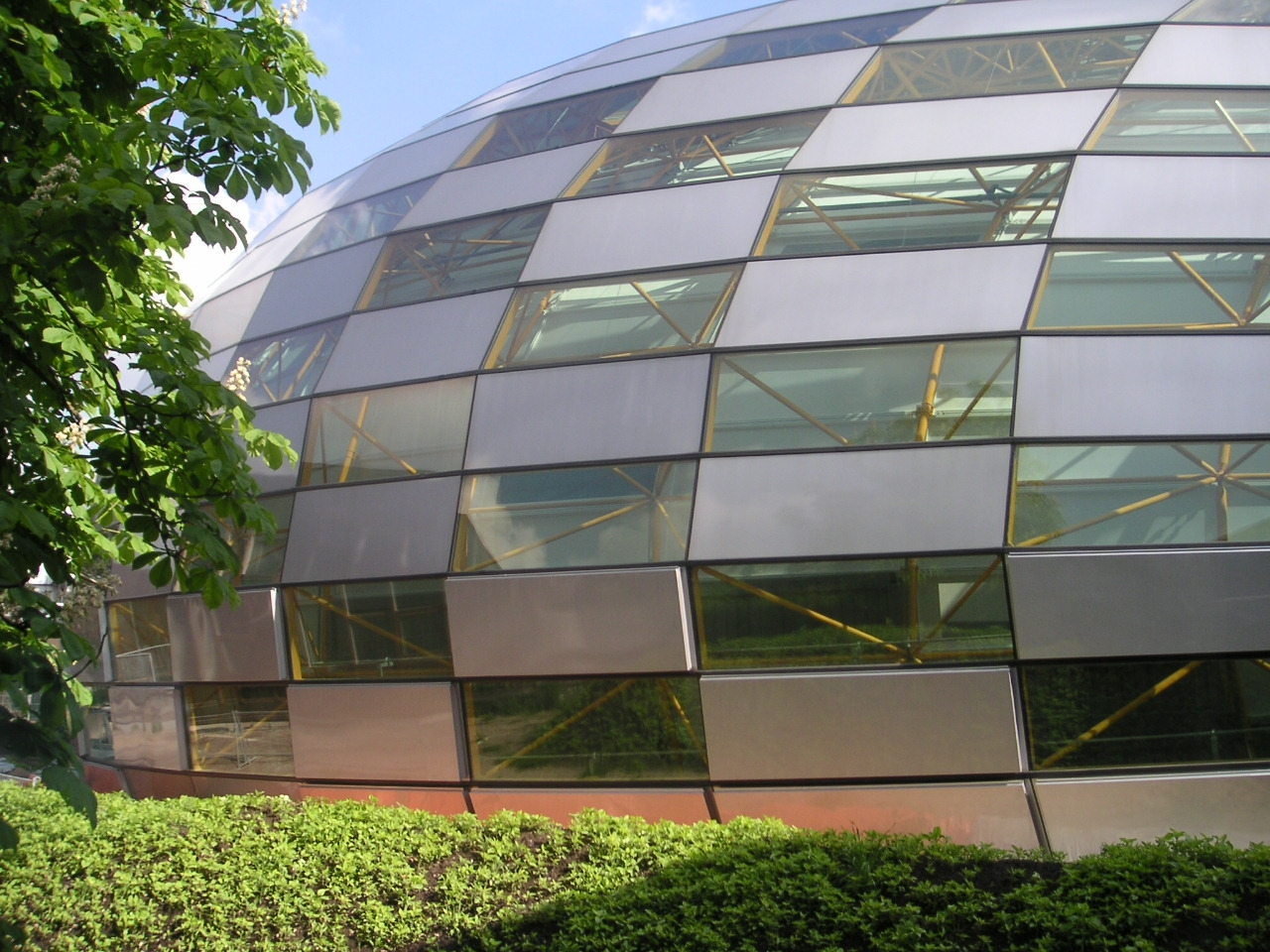
Libreria filologica presso la Libera università di Berlino di Foster